# Municipio de Santa María Ixhuatán
Municipio de Santa María Ixhuatán är en kommun i Guatemala.   Den ligger i departementet Departamento de Santa Rosa, i den södra delen av landet, 60 km sydost om huvudstaden Guatemala City.